# Guobletjente
Guobletjente är en sjö i Krokoms kommun i Jämtland och ingår i Ångermanälvens huvudavrinningsområde. Sjön har en area på 0,0754 kvadratkilometer och ligger 754 meter över havet. Guobletjente ligger i Gråberget-Hotagsfjällen Natura 2000-område.

## Delavrinningsområde
Guobletjente ingår i det delavrinningsområde (712235-143359) som SMHI kallar för Ovan None. Medelhöjden är 740 meter över havet och ytan är 6,77 kvadratkilometer. Räknas de 2 avrinningsområdena uppströms in blir den ackumulerade arean 18,14 kvadratkilometer. Vattendraget som avvattnar avrinningsområdet har biflödesordning 4, vilket innebär att vattnet flödar genom totalt 4 vattendrag innan det når havet efter 320 kilometer. Avrinningsområdet består mestadels av skog (67 procent), öppen mark (12 procent) och sankmarker (18 procent). Avrinningsområdet har 0,08 kvadratkilometer vattenytor vilket ger det en sjöprocent på 1,1 procent.